# 오하시 히로시
오하시 히로시(일본어: 大橋 浩司, 1959년 10월 27일 ~ )는 일본의 전직 축구 선수 겸 축구 감독이다.

## 지도자 경력
2004년 일본 여자 국가대표팀 감독으로 선임되었다. 2006년 아시안 게임 은메달 획득에 기여했다. 2007년 FIFA 여자 월드컵에도 출전했다.